# Pachycephala hypoxantha
Pachycephala hypoxantha е вид птица от семейство Pachycephalidae.

## Разпространение
Видът е разпространен в Индонезия и Малайзия.